# 田中匡史
田中 匡史（たなか まさし、1977年10月5日 - ） は、鳥取県鳥取市出身のテレビ番組ディレクター。エスピーボーン取締役。

## エピソード
- 元郵便局員である[1]。
- 鉄道好きで、自身の結婚式をしなの鉄道にある田中駅で挙げた[2]。
- テレビ番組の制作だけではなく、自身も鉄道に関するテレビやラジオ、イベントにもゲスト出演している。
- CS放送・日テレプラス『鉄道発見伝 鉄兄ちゃん藤田大介アナが行く!』（2013年11月 - 2023年4月、全114回）においては、ディレクターを務める傍らレギュラー出演もし、初回から最終回までの全ての回に唯一出演した[3]。
- 2019年10月～2020年2月[4]、東京・六本木ヒルズ森タワー52階にて開催された「特別展 天空ノ鉄道物語」にも、企画・監修等で参加した。

## 主な制作番組

### 現在
- THE 世代感（テレビ朝日）
- プラチナファミリー（テレビ朝日）
- おしょうバズTV（テレビ朝日・朝日放送テレビ）
- 鉄道発見伝（日テレプラス） - 出演も兼務
- 乗れない鉄道に乗ってみた!（BSテレ東） - ブレーン
- ニコニコ超会議「超鉄道」

### 過去
- ウラ撮れちゃいました（テレビ朝日）
- 志村&所の戦うお正月（テレビ朝日・朝日放送テレビ）
- 志村けん聞録（テレビ朝日）
- 183村秘境旅〜こんな田舎がアルか否か!?〜（テレビ朝日）
- 元祖!でぶや（テレビ東京）
- 志村&白鵬のすごいんでないの（テレビ東京）
- 志村けんと行く!勝手にドッキリ感動旅!（テレビ東京）
- 鉄道芸人プレゼンツ なるほど!感動!鉄道スクール（日本テレビ）